# Чафарински острови
Чафаринските острови на (на испански: Islas Chafarinas) са група острови, разположени срещу африканския бряг на около 45 км източно от испанския град Мелиля и имат площ от 0,525 км2. Чафаринските острови са част от испанските територии в Северна Африка, известни като Plazas de soberanía. Състоят се от три малки островчета (Исла дел Конгресо, Исла Исабела II и Исла дел Рей) на 3,3 км от мароканския бряг. Островите са под испански контрол от 1847 г. На остров Исабела II има гарнизон от 190 войници, като през 1910 г. те са били 736.